# Helmut Kapp

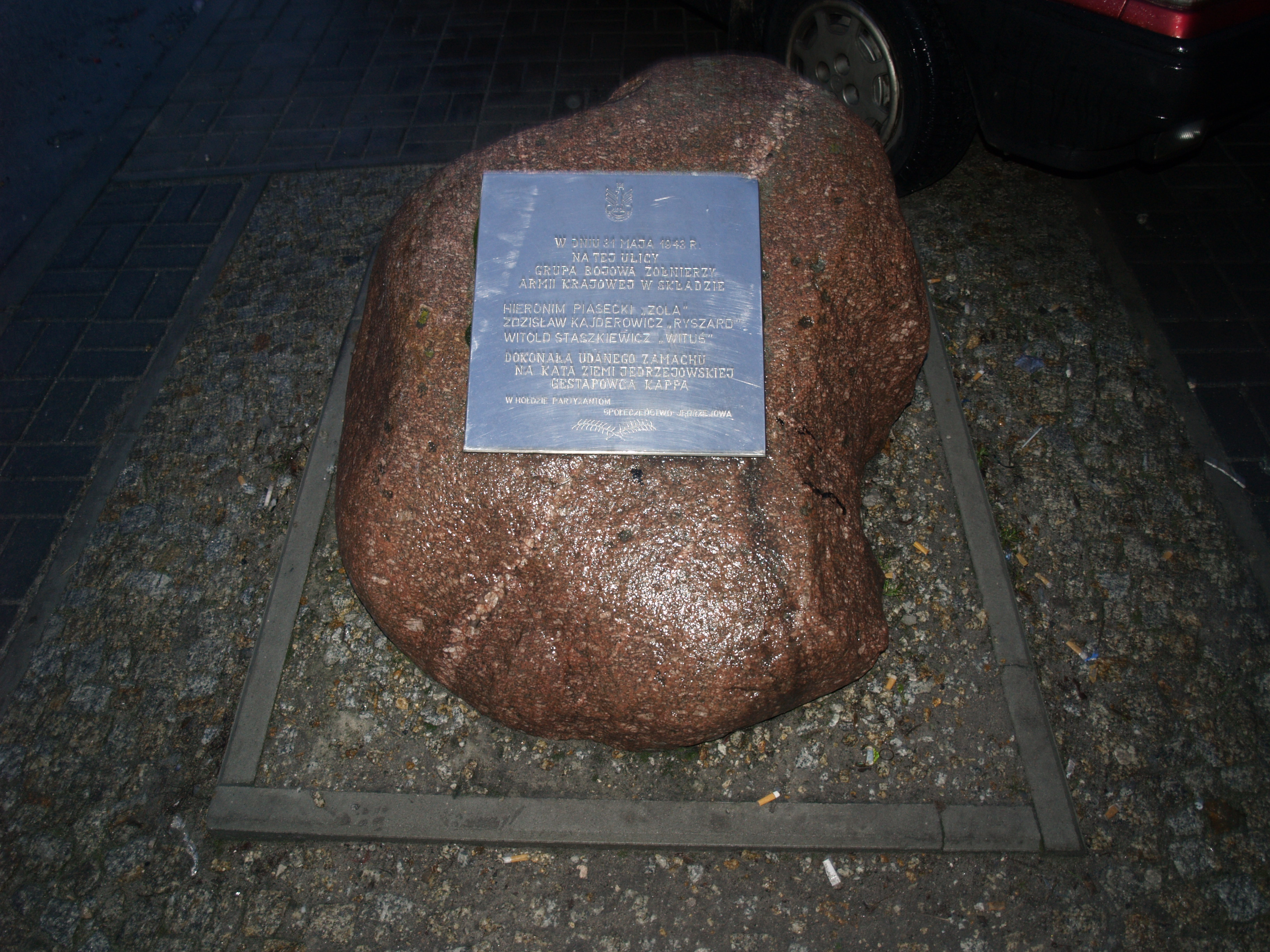
Pomnik upamiętniający zamach

Helmut Kapp urodzony jako Konstanty Kapuścik (zm. 1 czerwca 1943 w Jędrzejowie) – funkcjonariusz SS o  stopniu podoficerskim SS-Unterscharführera (plutonowego). Działał na terenie powiatu jędrzejowskiego i włoszczowskiego w czasie okupacji niemieckiej w Polsce. Pełnił też funkcje tłumacza w jędrzejowskiej placówce Gestapo.

## Zbrodnie
Był prawą ręką szefa Gestapo w Jędrzejowie. Pełniąc tam od 1940 r. początkowo funkcję tłumacza, został z czasem bardzo aktywnym gestapowcem. Zajmował się on werbowaniem konfidentów, przeprowadzał aresztowania w powiatach jędrzejowskim i włoszczowskim oraz osobiście mordował więźniów — Polaków i Żydów. W ciągu swojej dwuipółletniej „kadencji" zamordował osobiście 87 Polaków i 365 Żydów, o czym publicznie opowiadał. Swoich mordów najczęściej dokonywał w Lasku Łączyńskim 2 km od Jędrzejowa lub na cmentarzu parafii Świętej Trójcy w Jędrzejowie.

## Zamach
| nazwa ulicy w czasie II wojny | obecna nazwa ulicy            |
| ----------------------------- | ----------------------------- |
| Dolna                         | Majora AK Stefana Gądzio-Kosa |
| Bizorędzka                    | Piastowska                    |
| Krzywe Koło                   | Daszyńskiego                  |
| Żwirki i Wigury               | Jana Pawła II                 |

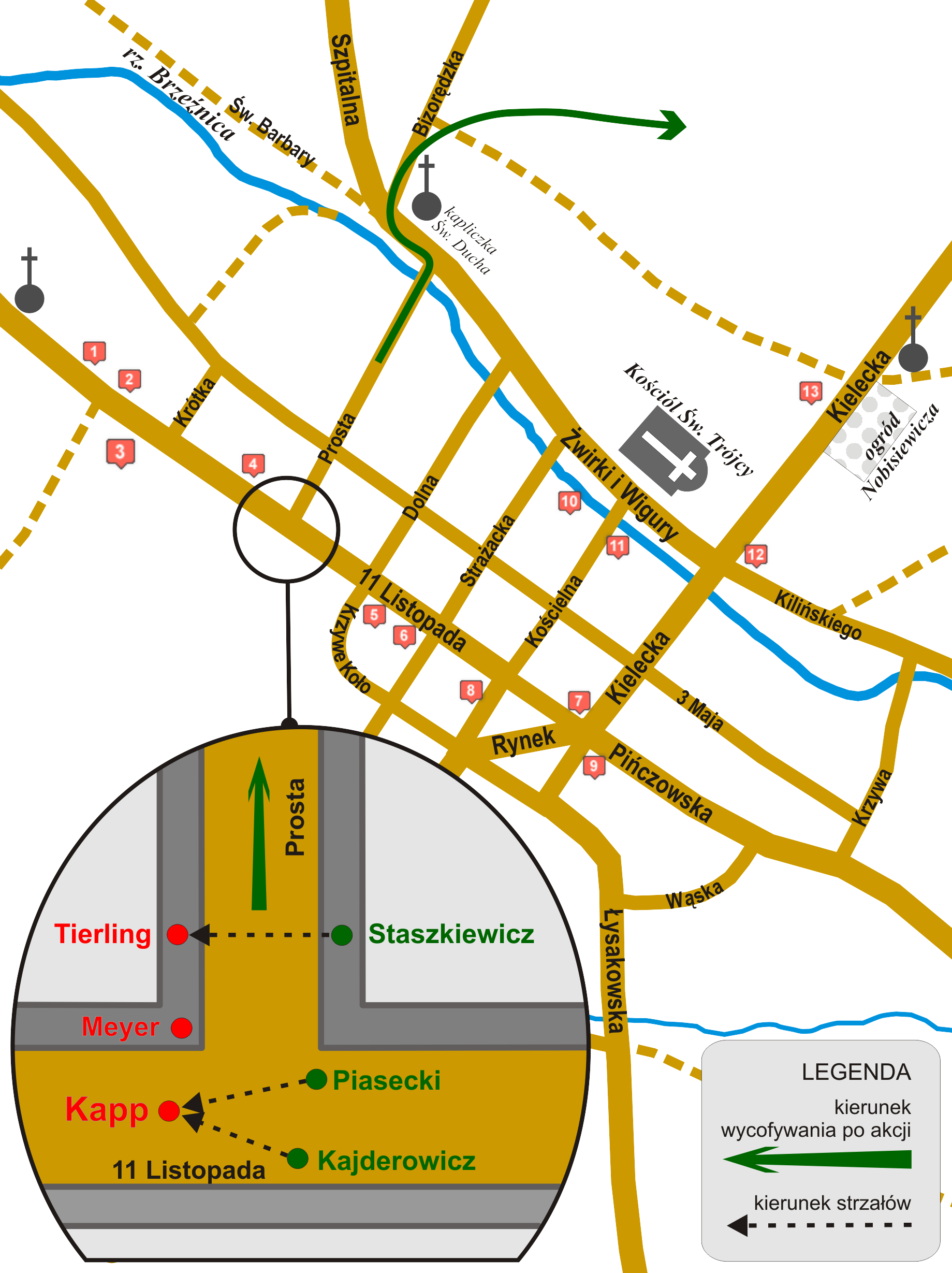
Plan sytuacyjny zamachu na Helmuta Kappa. Rozmieszczenie sił niemieckich: 1 - gestapo (policja kryminalna); 2 - poczta; 3 - wojsko; 4 - komenda policji granatowej; 5 - sklep niemiecki; 6 - areszt; 7 - żandarmeria; 8 - żandarmeria polowa; 9 - Sonderdienst; 10 - restauracja niemiecka; 11 - Schutzpolizei (własowcy); 12 - firma Schallinger; 13 - poczta polowa

Na początku 1943 r. Komenda obwodu Jędrzejów wydała rozkaz likwidacji Kappa przez otrucie, a kiedy kilkakrotne próby nie dały rezultatu, postanowiono go zastrzelić. W pierwszej dekadzie maja wyznaczono do tego celu dwa patrole, które niezależnie od siebie przygotowywały akcję. W skład pierwszego patrolu wchodzili dowódca podporucznik „Zola” (Hieronim Piasecki). Plutonowy podchorąży „Koraban” (Bolesław Dziewięcki), kapral podchorąży „Narok” (Kazimierz Karkowski), kapral podchorąży „Ryszard” (Zdzisław Kajderowicz), strzelec „Grom” (Zdzisław Ginter), strzelec „Karol” (Stanisław Ginter) i strzelec „Wituś” (Witold Staszkiewicz). W połowie maja informator z Gestapo „Wiktor” (Eugeniusz Adamczyk) ostrzegł, że Kapp może wyjechać z Jędrzejowa, wobec czego zarządzono ścisłą inwigilację jego osoby. Dwukrotnie omal nie doszło do wykonania wyroku na ulicach Jędrzejowa, jednak niespodziewane okoliczności stawały w ostatniej chwili na przeszkodzie. Kapp poza tym był bardzo ostrożny i rzadko pokazywał się w mieście (mieszkał i stołował się w budynku Gestapo), a i wtedy przebywał zazwyczaj w towarzystwie innych gestapowców.
31 maja 1943 r. „Zola”, przechodząc ulicą, zauważył Kappa i kierowcę Gestapo Trierlinga w ogrodzie na zapleczu budynku Gestapo, strzelających do tarczy. Była z nimi Niemka Erna Meyer. Kilku żołnierzy z patrolu było w tym czasie nieobecnych, do akcji stanęło więc tylko trzech: „Zola”, „Ryszard” i „Wituś”, wszyscy uzbrojeni w pistolety. Około godz. 21.20 trójka gestapowska wracała do budynku Gestapo ulicą Dr. Kwarty w Jędrzejowie. Patrol zbliżył się do nich i padły pierwsze strzały. „Ryszard" i „Zola” ranili Kappa ciężko w nogę, rękę i brzuch. W czasie wycofywania się został zastrzelony Tierling. Niemka, nie ostrzelana, uciekła. Śmiertelnie rannego Kappa odwieziono do szpitala, gdzie skonał nad ranem z upływu krwi.

Rynek w Jędrzejowie - pogrzeb Helmuta Kappa, czerwiec 1943r. (fot. Tadeusz Przypkowski)
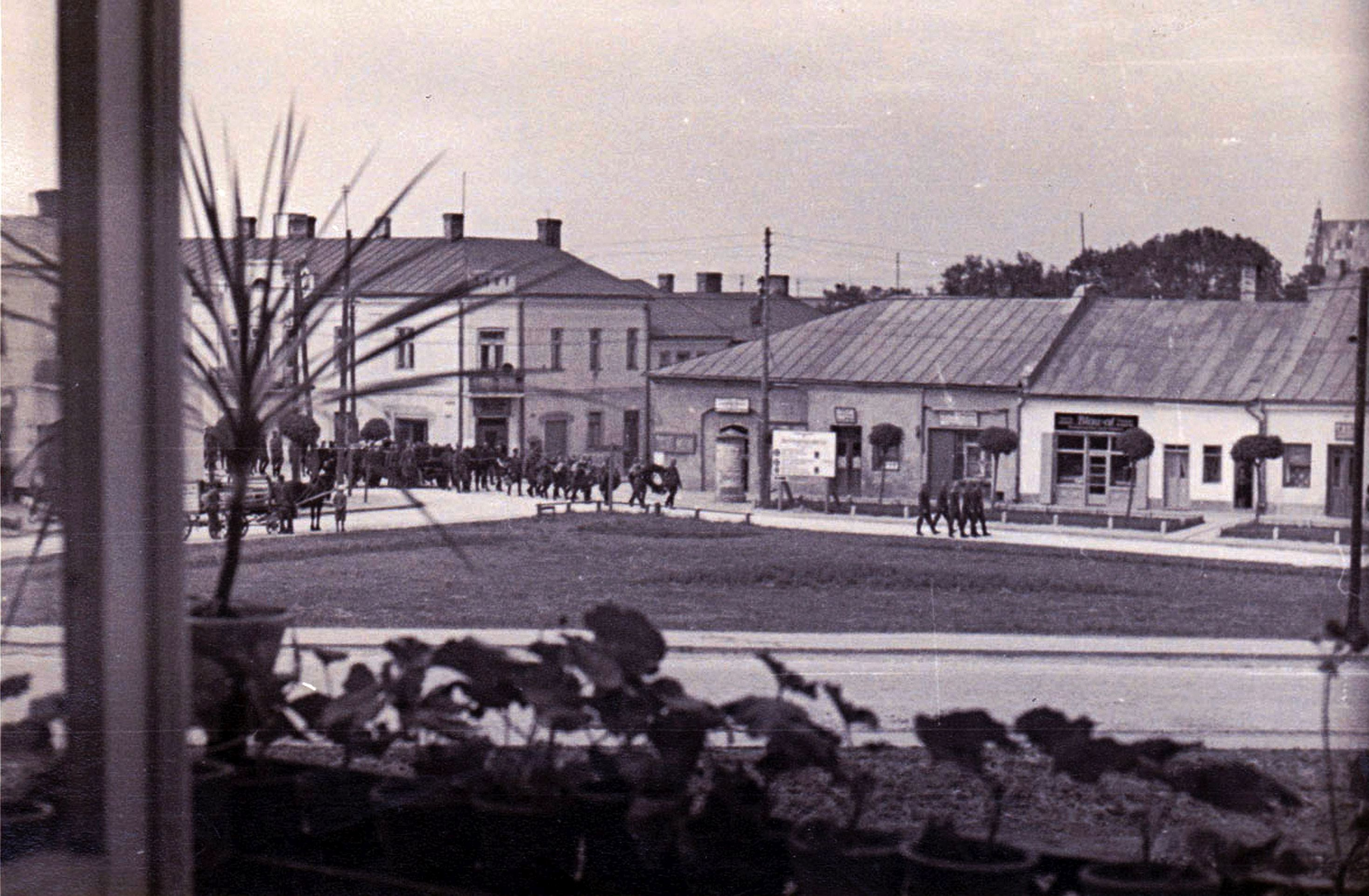
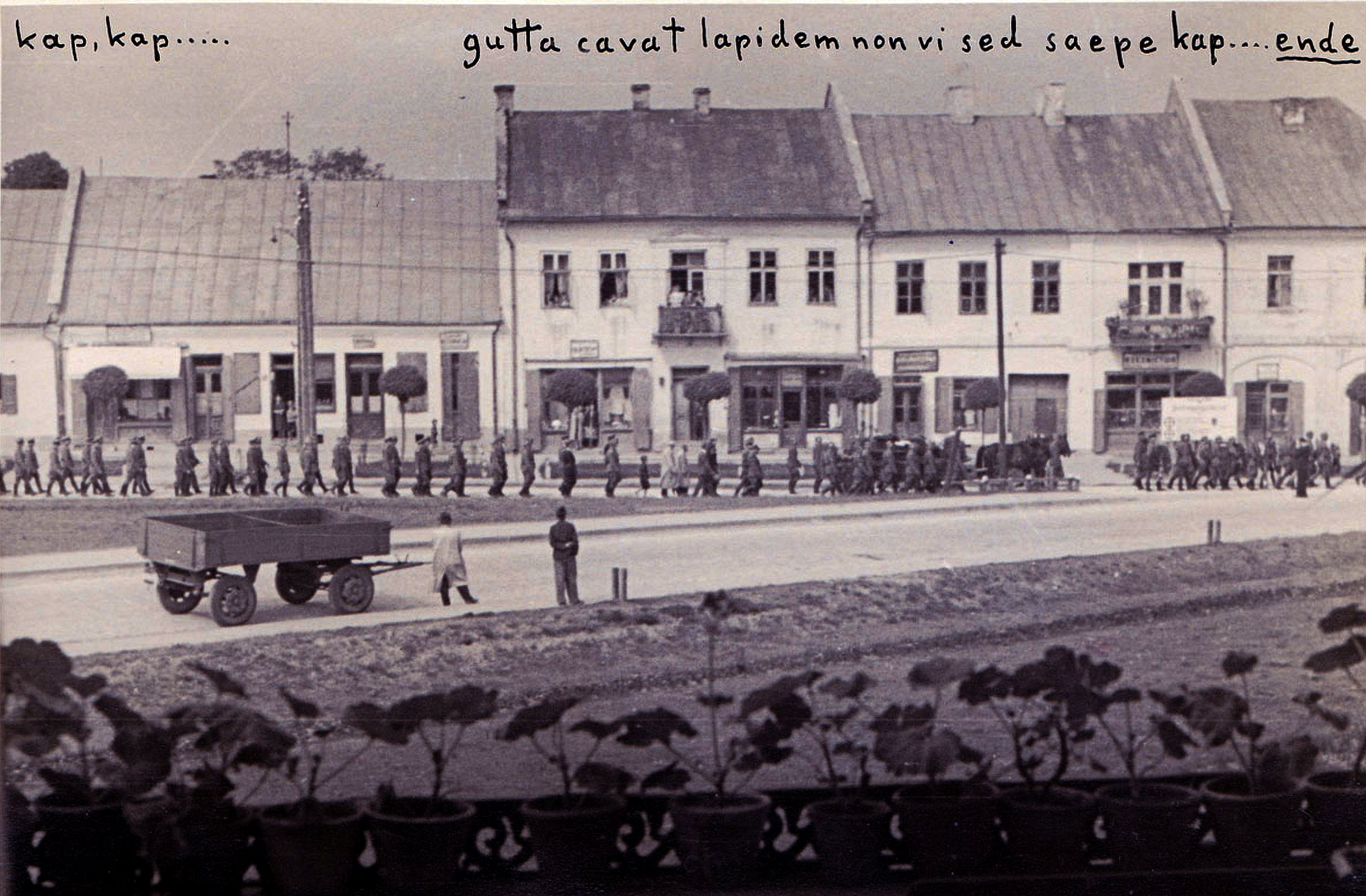

## Skutki zamachu
Akcja ta dała dużą satysfakcję społeczeństwu polskiemu, a podziałała zastraszająco na Niemców.
W odwet za zabicie Kappa i Tierlinga hitlerowcy przeprowadzili 9 czerwca 1943 r. masowe aresztowania wśród mieszkańców Jędrzejowa: 11 osób zastrzelono w miejscu ich zamieszkania, a 25 wywieziono do Kielc na śledztwo, w efekcie którego znaleźli się w Auschwitz.
W 1993 r. na pamiątkę tego wydarzenia, został odsłonięty pomnik w postaci kamienia z tablicą, która upamiętnia ten czyn.